# 플레이엠엔터테인먼트
플레이엠엔터테인먼트는 대한민국의 연예기획사이다.
플랜에이엔터테인먼트와 페이브엔터테인먼트가 합병한 법인이다.

## 소개
플레이엠엔터테인먼트는 즐겁게 놀다, (음악을) 연주하다라는 사전적 의미의 영단어 플레이(Play)와 음악(Music)을 뜻하는 알파벳 엠(M)이 결합된 이름이다. 음악과 팬을 위한 놀이터(The Playground for Music and You)라는 슬로건 아래 아티스트와 팬들이 함께 음악으로 소통할 수 있는 공간을 만들겠다는 의미이다.

## 과거 소속 연예인

### 페이브엔터테인먼트 (FAVE)
- Ra.D
- 써니힐
- 윤현상
- JBJ
- 피에스타
- 아이유
- 나노
- 지아

### 플랜에이엔터테인먼트 (PLAN A)
- 마리오
- 홍유경 (에이핑크 전 멤버)

### 플레이엠엔터테인먼트 (PLAY M)
- 허각
- 에이핑크
- 빅톤
- 밴디지
- 위클리

## 연습생

### 前 소속 남자 연습생
- 이승환 (2000.05.20) - 원더나인으로 활동 후 무소속
- 송병희 (2001.05.04) - 언더나인틴 참가자 현 블루닷 엔터테인먼트 소속 JUST B로 활동 중
- 임지민 (2001.05.22) - 더 팬 참가 후 탑5 프로젝트로 솔로 활동 중 현 블루닷 엔터테인먼트 소속 JUST B로 활동 중
- 전도염 (2002.02.21) - 원더나인으로 활동 후 블루닷 엔터테인먼트 소속 JUST B로 활동 중
- 정진성 (2002.03.30) - 원더나인으로 활동 후 무소속

### 前 소속 여자 연습생
- 신수현 - 믹스나인, PRODUCE 48 참가자
- 이수민 - PRODUCE 101 참가자, K팝스타 6 TOP 4 걸그룹 민아리 멤버, 믹스나인 참가자
- 박소연 - K팝스타 2, PRODUCE 101, 믹스나인 참가자
- 김보원 - 믹스나인 참가자
- 손예림 - 11살 때 슈퍼스타K3에 출연해서 화제가 되었던 인물로 믹스나인에도 참가했지만 기획사 오디션 단계에서 탈락함
- 이유진 (2000.09.04) - 파워레인저 다이노포스 브레이브에서 윤도희 역으로 출연
- 백민서 (2003.03.14) - 어릴 때부터 광고 모델, 아역 등 연기 활동 경험이 많음 믹스나인 참가자
- 페이브 보컬팀
  - 이수진 (1999)
  - 정유미 (2000)
  - 이세림 (2001)
- 박해린 (2000.01.05) - 前 JYP 연습생 출신 믹스나인 참가자 플레이엠걸즈 멤버로 공개되었으나 탈퇴함
- 정채연 (2000.03.13) - 플레이엠걸즈 멤버로 공개되었으나 탈퇴함
- 이수민 (2002.05.21) - 플레이엠걸즈 멤버로 공개되었으나 탈퇴함
- 윤세은 (2003.06.14) - 플레이엠걸즈 멤버로 공개되었으나 탈퇴함 스테이씨 데뷔
- 김가은 (2003.09.18) - 플레이엠걸즈 멤버로 공개되었으나 탈퇴함
- 박예원 (2004.01.11) - 플레이엠걸즈 멤버로 공개되었으나 탈퇴함
- 조예영 (2003) - 플레이엠걸즈 멤버로 공개되었으나 탈퇴함
- 전신비 (2002.05.03) - 플레이엠걸즈 멤버로 공개되었으나 탈퇴함
- 김다온 (2001.03.02) - 플레이엠걸즈 멤버로 공개되었으나 탈퇴함
- 김결유 (2000.04.11)

## 연도별 배출 아티스트
| 연도 | 아티스트 | 형태 | 구성원                                               | 데뷔 | 상징색깔                   | 팬클럽  | 리더   | 이전 구성원 |
| ---- | -------- | ---- | ---------------------------------------------------- | ---- | -------------------------- | ------- | ------ | ----------- |
| 2010 | 허각     | 솔로 | 본인                                                 | 2010 | 없음                       | 각별인  | 없음   | 없음        |
| 2011 | 에이핑크 | 그룹 | 박초롱, 윤보미, 정은지, 손나은, 김남주, 오하영       | 2011 | 스트로베리 핑크            | PANDA   | 박초롱 | 홍유경      |
| 2016 | 빅톤     | 그룹 | 한승우, 강승식, 허찬, 임세준, 도한세, 최병찬, 정수빈 | 2016 | 블루 아톨, 블레이징 옐로우 | ALICE   | 강승식 | 없음        |
| 2020 | 밴디지   | 그룹 | 이찬솔, 강경윤, 신현빈, 임형빈                       | 2020 | 미정                       | 미정    | 이찬솔 | 없음        |
| 2020 | 위클리   | 그룹 | 이수진, 신지윤, 먼데이, 박소은, 이재희, 지한, 조아   | 2020 | 미정                       | Daileee | 이수진 | 없음        |